# Milan Hrouda
Milan Hrouda (20. listopadu 1953 Prostějov) je bývalý československý a slovenský sportovní plavec české národnosti.

## Sportovní kariéra
Narodil se v Prostějově do české rodiny, ale v 6 letech se s rodiči přestěhoval do slovenských Košic. Plavat se naučil teprve ve svých 12 letech při základních kurzech plavání pořádaných školou. Společně se starším bratrem Miroslavem a mladším Jiřím začínal v košickém bazénu s vodním pólem – oddíl Červené hviezdy patřil ve vodním pólu k nejlepším v bývalém Československu. Od roku 1969 se však pod vedením Štefana Keresteše začal věnovat závodnímu plavání a během necelého roku se vypracoval v nejrychlejšího československého plavce první poloviny sedmdesátých let dvacátého století. Specializoval se na plaveckou techniku kraul. Kvůli špatným tréninkovým podmínkám v Košicích – košický krytý bazén byl pravidelně mimo provoz pro technické závady, trávil několik týdnů v roce přípravou Praze. Patřil k plavcům s nejlepšími fyzickými parametry a tréninkovými testy. Trenéři na něm oceňovali bojovnost.
V srpnu 1970 na sebe upoutal pozornost ziskem tří titulů mistra republiky. V dubnu 1971 v mezistátním utkání se Švédskem poprvé vyrovnal (později ještě dvakrát) letitý československý rekord 55,3 na 100 m volný způsob Jindřicha Vágnera z roku 1964 a na 400 m volný způsob překonal československý rekord Petra Lohnického časem 4:20,8. Výbornou formu potvrdil československým rekordem 17:43,2 na 1500 m, který překonal v napínavém souboji s olomouckým Petrem Bazgerem. V srpnu na mistrovství republiky Podolí překonal časem 2:01,8 československý rekord na 200 m volný způsob Petra Lohnického z roku 1967. Koncem srpna se v tabulce československých rekordů na 100 m volný způsob od Vágnera osamostatnil, když na evropském poháru v italském Turíně zaplaval čas 55,2.
V roce 1972 figuroval v předběžné nominaci na olympijské hry v Mnichově. Potřeboval však výrazně srazit osobní a československé rekordy na kraulerských sprintech. Po nadějné zimní sezóně však začal v letní výkonnostně stagnovat. Na srpnovém mezistátním utkání s Polskem sice vylepšil československé rekordy na 100 m a 400 m volným způsobem, na 100 m se časem 54,5 jako první Čechoslovák dostal pod 55 s, ale na splnění olympijských nominačních kritérií toto zlepšení nestačilo – například na 100 m plavala světová špička tuto trať pod 53 s.
V červnu 1973 zazářil na ligovém kole v Bratislavě, kde vylepšil československý rekord na 200 m volným způsobem časem 2:00,6 a na krátké polohovce 200 m časem 2:18,7. V červenci ho však trápila táhnoucí se viróza, kvůli které se jen symbolicky zúčastnil mistrovství republiky. Šéftrenér reprezentace Pavel Pazdírek s ním však počítal v předběžné nominaci na zářiové mistrovství světa v Bělehradě. Oprávněnost nominace potvrdil v srpnu na evropském poháru v Bratislavě novým československým rekordem 2:00,1 na 200 m volný způsob. V Bělehradě ve své úvodní disciplíně na 200 m volný způsob zaplaval jako první Čechoslovák čas pod dvě minuty 1:58,96 a v rozplavbách obsadil konečné 18. místo. Na 100 m volný způsob opět vylepšil vlastní český rekord na 54,24 a skončil na celkovém 17. místě.
V roce 1974 jeho výkonnost stále stoupala. Na spadnutí byla hranice 54 sekund na 100 m volným způsobem. Na letní mistrovství zaplavala čas nový československý rekord 54,0 v rozplavbách i ve vítězném finále. Na srpnovém mistrovství Evropy ve Vídni vyladil formu. Na 100 m volný způsob prolomil časem 53,72 s jako první Čechoslovák hranici 54 sekund a jen o 4 desetiny sekundy zaostal za postupem mezi finálovou osmičku. Na 200 m volný způsob vylepšil vlastní československý rekord na 1:58,47 a obsadil celkové 14. místo. V březnu 1975 na mezinárodních závodech v Brémách jako první Čechoslovák překonal v krátkém bazénu na 100 m volný způsob časem 52,94 hranici 53 vteřin.
V roce 1975 byl po zimním mistrovství republiky zařazen do předběžné nominace na červencové mistrovství světa v Cali. Nedokázal se však přiblížit ke svým osobním rekordům na 100 a 200 m volný způsob a do Cali nakonec necestoval. Před olympijským rokem 1976 přestoupil do pražské Rudé hvězdy, kde očekával zlepšení výkonnosti po boku mladého Daniela Machka. Stagnaci a pokles výkonnosti tím však nezastavil a zůstal daleko za splněním nominačních kritérií pro start na olympijských hrách v Montréalu. S vrcholovou plaveckou přípravou skončil po letní sezóně 1977.
V roce 1978 zkoušel moderní pětiboj resp. prozatím jeho průpravu trojboj (střelba, plavání, terénní běh) v oddíle při TJ Sokol Kyje.